# Lucifero (opera teatrale)
Lucifero è una tragedia di stampo classico scritta dal drammaturgo neerlandese Joost van den Vondel tra il 1648 al 1654 e rappresentata per la prima volta il 2 febbraio 1654 al teatro Schouwburg di Amsterdam. 
Il Lucifero di Vondel viene riconosciuto dalla critica letteraria come opera poetica più brillante ed eccezionale in lingua neerlandese e il suo successo è stato straordinario sin da subito. Sebbene la vendita del testo fosse ufficialmente vietata dal consiglio comunale della città di Amsterdam (profondamente influenzato dal concistoro calvinista) anche dopo il divieto di esecuzione, nel 1654 furono pubblicate sei ristampe dell'opera in quarto. Fu solo nel diciannovesimo secolo che l'opera venne riportata in scena, l'inizio di una serie che continuò nel ventunesimo secolo. La più antica registrazione sopravvissuta di un'esibizione è un disco di grammofono del 1924 su cui Albert Vogel ne recita alcune parti. Dal 1825 in poi prese piede la teoria secondo cui il Lucifero di Vondel potesse essere una fonte per il Paradiso perduto di John Milton, ma dopo l'accettazione iniziale questa affermazione fu confutata nel 1895. L'opera ha ispirato scrittori come Harry Mulisch e Connie Palmen. Tra gli adattamenti c'è il pluripremiato film del 2014 Lucifer del regista fiammingo Gust Van den Berghe. La tragedia è stata tradotta, tra gli altri, in francese, tedesco, inglese, ungherese, italiano e giapponese.

## Genesi dell'opera
L'opera affonda le sue radici nella profonda riflessione del poeta sui temi della ribellione e del desiderio di potere, ispirati dalle narrazioni bibliche e dalla letteratura classica. Già da giovane, Vondel era affascinato dai molti tentativi di ribellione descritti nei testi antichi e sacri e sicuramente la memoria culturale della rivolta dei Paesi Bassi della fine del XVI secolo ha sicuramente contribuito alla costituzione di un interesse per la figura dell'irriverente Lucifero. Egli interpretava la causa principale di queste ribellioni come lo "staetzoek" (brama di potere), ovvero il desiderio umano di ottenere uno status superiore a quello assegnato da Dio.
Nelle opere di Vondel, come ad esempio già nel coro del quarto atto della sua prima opera Pascha (1612), il tema della ribellione emerge con forza, nella figura del faraone raffigurato come un ribelle arrabbiato con il popolo eletto di Dio lo spettatore riesce a trovare analogie con la figura del ribelle Lucifero. Vondel, in modo esplicito e ingegnoso, stabilì un parallelo tra il motivo pagano della ribellione e quello cristiano di Lucifero, già evidente nel suo poema "Geboortklock van Willem van Nassau" del 1626, in cui si esplorano le alleanze antifrancesi dell'imperatore Adolfo di Nassau e del Re Edoardo II d'Inghilterra.
Questi temi precoci e la raffinata analisi di Vondel trovano la loro maturazione nell'opera Lucifero, una tragedia di vasta portata che esplora le conseguenze della ribellione e dell'insoddisfazione umana di fronte allo stato assegnato da Dio. La figura di Lucifero diviene così il fulcro di un dramma che, attraverso una rielaborazione originale dei miti biblici, offre una visione universale delle dinamiche umane e divine.

## Struttura

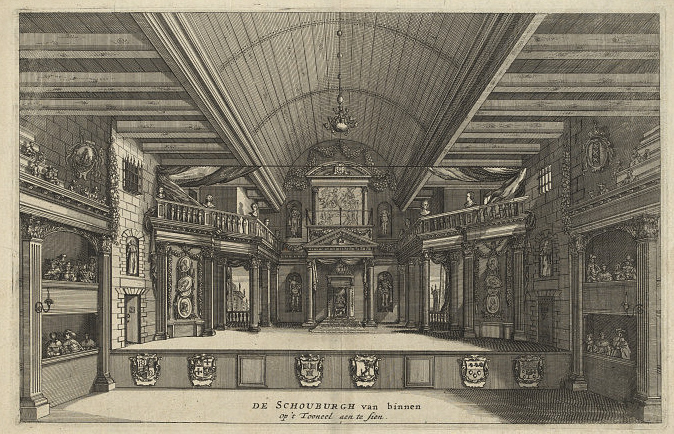
Incisione dell'interno del teatro Schouwburg di Jacob van Campen

La tragedia si struttura su cinque atti in versi alessandrini, arricchiti da canti conclusivi in giambi a quattro o talvolta a tre gambe. Tale struttura rispecchia le classiche cinque fasi del dramma, tuttavia, nell'ampio e atemporale scenario celeste, non tutte e tre le unità aristoteliche di tempo, luogo e azione trovano applicazione. Da lungo tempo, gli studiosi di letteratura si interrogano se la cacciata di Adamo ed Eva presentata nel quinto e ultimo atto dell'opera comprometta l'unità di azione. La figura di Lucifero sarà presente attivamente nell'opera solamente negli atti centrali (Atti II, III, IV), per quanto riguarda il primo e l'ultimo atto lo spettatore potrà sapere cosa pensa Lucifero solamente attraverso la narrazione degli altri personaggi in scena. 
Un altro aspetto dibattuto è se Lucifero sia intrinsecamente indotto al male sin dall'inizio o se, secondo gli standard di Aristotele, ceda al male nel corso dell'opera dopo numerose esitazioni. L'interesse per il contesto teologico del testo ha gradualmente ceduto il passo all'esplorazione di tematiche come il libero arbitrio e il rapporto tra fede e ragione. I rilevanti parallelismi con la situazione politica dell'epoca di Vondel, evidenziati dalla tragedia, non si estendono al punto da definirla un'allegoria politica.
Il V Atto dell'opera è stato ferocemente criticato dall'opinione pubblica, e molti sono stati i registi che hanno deciso di escluderlo dalla rappresentazione. Il motivo di questa scelta è dovuto al fatto che quest'ultimo atto sia poco movimentato a causa del lungo episodio narrativo dove viene raccontata la guerra angelica, la sconfitta e la successiva vendetta di Lucifero. La scelta di non rappresentare la violenza della guerra angelica è bivalente: da un lato sarebbe stato molto complesso in termini scenografici, dall'altro le norme del teatro classicista oraziano e aristotelico impedivano la rappresentazione esplicita della violenza.

## Sinossi dell'opera
L'azione si svolge totalmente nei cieli del Paradiso

### Atto I
L'arcangelo di alto rango Belzebù attende ansioso il ritorno di Apollion, disceso sulla Terra per osservare gli esseri umani appena creati e il loro ambiente. Al suo ritorno, Apollion porta con sé un ramo d'oro dall'albero della vita. Belzebù riflette: "Si potrebbe maledire il nostro Paradiso per la corte di Adamo. La felicità degli angeli deve allontanarsi dagli uomini". La testimonianza è chiara: il giardino dell'Eden è superiore al paradiso dove risiedono gli angeli. L'uomo domina su tutte le creature, è più bello degli abitanti celesti e è stato creato in due generi: "Una beatitudine più alta, alla quale non mancano gli angeli. Quanto povera è l'unità! Non conosciamo la compagnia dei due sessi, una giovane donna e un uomo. Ahimè! Siamo privi: non conosciamo l'unione coniugale, né il matrimonio, viviamo in un paradiso senza donne."  Apollion è colpito dalla bellezza di Eva, ma Belzebù predice con preoccupazione che la riproduzione umana porterà a "una moltitudine di generazioni" che supereranno il potere degli angeli. Una tromba annuncia l'arrivo di Gabriele e del primo corteo degli angeli. Gabriele proclama la decisione di Dio di elevare l'uomo al suo livello, al di sopra degli angeli che d'ora in poi dovranno servire l'uomo e, riguardo alla forma di Cristo, persino adorarlo.
Dopo che Gabriele invita al servizio fedele verso Dio e l'uomo, inizia un canto con un inno di lode a Dio: Il canto comincia con la voce degli angeli che si pone l'interrogativo: Chi è quella potenza perfetta dalla quale tutte le cose create ricevono esistenza. Il canto è seguito dal controcanto: È il Dio inconoscibile, innominabile, eterno. Il controcanto culmina con una sorta di morale che incita ad osservare l'ultimo comandamento riguardante l'uomo, perché la volontà divina è infallibile.

### Atto II
Solo ora Lucifero, stella del mattino, appare sul suo carro, accompagnato dagli angeli. Sebbene la prospettiva di retrocedere lo amareggi, per lui la resistenza ai decreti divini non è contemplata. Belzebù, tuttavia, diverge e mette in evidenza le conseguenze personali per Lucifero, ossia l'abbandono del suo incarico perché verrà sostituito dall'uomo. Queste parole colpiscono Lucifero, il quale giura di fare tutto il possibile per impedirlo. Belzebù avanza con l'antica legge come argomento per sostenere che vi sia un'ingiustizia, e Lucifero adotta il suo ragionamento, sostenendo che lo scopo di Dio sia l'ingiustizia stessa. Decide di resistere e preferisce affrontare la caduta piuttosto che sottomettersi: È meglio essere il primo Principe in una corte inferiore, che il secondo davanti alla luce, o nessuno dei due. Lucifero chiede ulteriori informazioni a Gabriele e presenta le sue obiezioni. Gabriele non fornisce risposte e insiste sull'accettazione incondizionata della decisione divina. Lucifero obietta che l'onore di Dio viene danneggiato associandosi a una creatura così umile come l'uomo, prevedendo il caos. Gabriele conclude la conversazione con il consiglio di accettare: Signore Stedehouder, riposa e agisci. La risposta di Lucifero: Lo terranno d'occhio, può essere interpretata in due modi: Lucifero potrebbe non solo essere d'accordo con Gabriele, ma anche intendere vigilare sul possibile attacco alla sua posizione.
Appena Gabriele se ne va, Belzebù continua i suoi sproloqui per circuire Lucifero. Lucifero ora giura di elevarsi al di sopra di tutto e di tutti a ogni costo, anche se ciò richiede di rovesciare l'intero ordine mondiale. Quindi chiama Apollion, che lo accoglie come un monarca. Apollion gli presenta un piano astuto per eliminare Michele, il comandante dell'esercito di Dio. Apollion riconosce che ciò equivale già a una resistenza contro Dio stesso: La contemplazione sfida già la maestà di Dio. Nonostante l'avvertimento sull'onnipotenza di Dio e la forza dell'esercito di Michele, Belzebù crede che ci sia una possibilità di successo. Lucifero ordina ad Apollion di radunare quanti più angeli possibile nel suo campo, poi si dirige sul suo carro verso la riunione del consiglio di corte, dove aspettano Belial e Apollion con il piano.
Su richiesta di Apollion, Belial propone uno slogan accattivante per la rivolta: Escludere l'uomo dal cielo per l'eternità. Il loro piano si articola in tre fasi: innanzitutto, stimolare l'insoddisfazione con argomentazioni false; in secondo luogo, Belzebù deve concedere la sua autorità alla ribellione, riconoscendo che le lamentele sono giustificate e che lo status quo deve essere rovesciato, senza esporsi immediatamente; infine, Lucifero deve farsi eleggere capo, perché Non inizieranno questa marcia senza un capo. Una strategia sofisticata deve portarlo al comando: Lucifero inizialmente fingendo esitazione, accetterà il comando solo su insistenza di Belzebù. Portano questo piano davanti al consiglio di corte.
L'atto culmina in questo modo: Nel canto iniziale il coro degli angeli chiede perché il cielo si sia oscurato. Il controcanto risponde: perché molti angeli sono gelosi dell'uomo. L'epilogo: Si cercherà di placare gli insoddisfatti.

### Atto III
I ribelli invidiosi, chiamati luciferisti, non cedono l'uno all'altro: questi ultimi sviluppano l'argomentazione di Lucifero a loro favore e ignorano i rimproveri religiosi degli angeli lealisti. Quando la conversazione sembra giungere a un punto morto, compaiono Apollion e Belial. Apollion si compiace della ribellione mentre Belial chiede la causa dell'insoddisfazione, e quindi i due si schierano con gli insoddisfatti. L'argomento si ripete con Belial e Apollion come portavoce dei luciferisti. 
Con l'arrivo di Belzebù, inizia la fase due del piano. Belzebù si comporta come un ufficiale che coglie i suoi uomini in una rivolta, chiedendo cosa sta succedendo. I luciferisti acclamano la guida: "noi siamo pronti, le tue truppe, / La tua posizione, e il tuo esercito a seguirti: vai avanti ". Quando arriva il generale Michele al posto di Lucifero, la tensione aumenta. Belzebù cerca di scusarsi e si rivolge ai luciferisti come testimone della sua lealtà. Michele mette in guardia i ribelli, chiedendo la sottomissione. Di fronte alla resistenza, ordina ai luciferisti di sottomettersi, ma solo pochi lo fanno. Belzebù conclude che Lucifero è il leader più adatto. Quando Lucifero appare, è costretto ad affrontare la ribellione. La sua esitazione riflette un conflitto interno tra lealtà e ribellione. Lucifero, pur confessando la sua fedeltà, accetta alla fine la leadership, anche se con riluttanza. La richiesta di incenso e inni da parte di Belzebù suggella l'accettazione di Lucifero come capo, sostituendosi a Dio.

### Atto IV
Il tributo di incenso a Lucifero è stato eccessivo e ora Gabriele ordina a Michele di andare contro Lucifero e i suoi seguaci. Uriele, il suo scudiero, gli porta l'armatura mentre Raffaele fa un ultimo tentativo per persuadere Lucifero offrendogli il ramoscello d'ulivo della pace. Lucifero, dominato dalla paura e dalla tensione nervosa, non riesce a credere in una possibile vittoria su Michele e sul suo esercito, nonostante le rassicurazioni di Belzebù. Esita ad iniziare la battaglia, dicendo ai suoi uomini che non c'è via di ritorno e devono trarre la loro forza da questo. Chiede anche ai suoi ufficiali di rinnovare il giuramento di fedeltà.

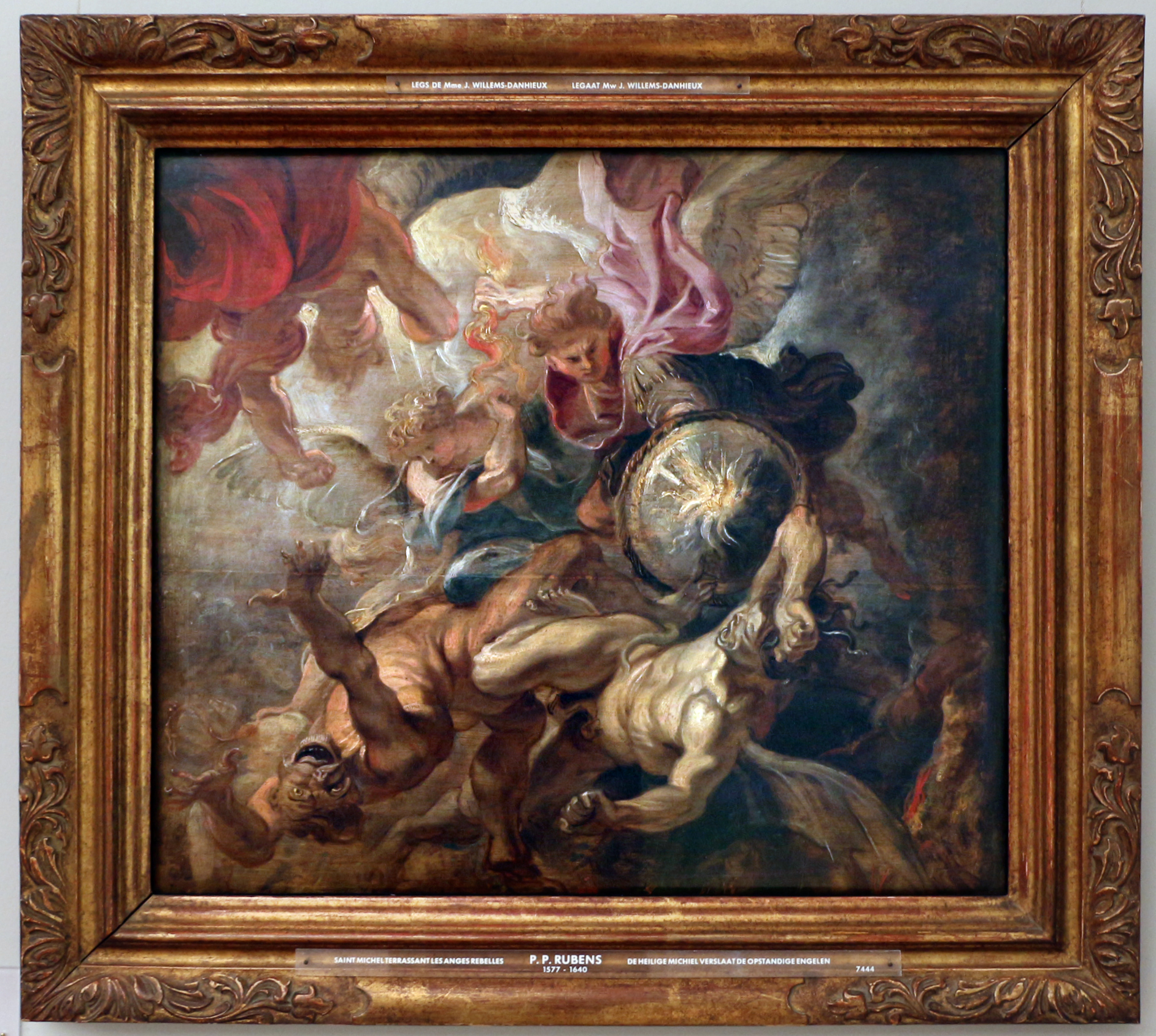
L'Arcangelo Michele allontana Lucifero e gli angeli ribelli dal cielo (1622), Peter Paul Rubens, bozzetto per la Chiesa dei Gesuiti ad Anversa

A questo punto scende dal cielo l'angelo negoziatore Raffaele, che cerca per la seconda volta di persuadere Lucifero offrendogli il ramoscello d'ulivo. Raffaele avverte Lucifero del destino che lo attende se non si riconcilia: Tu, che con i tuoi raggi decori i cieli, oscureresti la nostra luce, in un'accozzaglia di bestie e parassiti sotto di te, con artigli di grifone, testa di drago e altre orrori. Lucifero si calma un po' al pensiero che la riconciliazione sia ancora possibile, ma questo ravviva il suo orgoglio e le sue lamentele. Il pendolo delle sue decisioni oscilla sempre più. Raffaele smaschera le argomentazioni di Lucifero come sofismi, poiché il vicario è caduto vittima dell'inganno politico. Raffaele offre per la terza e ultima volta il ramoscello d'ulivo: Accetta questo ramo in segno di pace: ti offriamo la pace di Dio. In un monologo disperato, Lucifero ammette finalmente la vera natura delle sue azioni, riconoscendo di essersi veramente ribellato contro Dio. Divorato dalla disperazione, Lucifero crede di essere andato troppo oltre e non può più credere nella possibilità di misericordia, nonostante le assicurazioni di Raffaele.
Il suono della tromba dell'esercito di Michele spinge Apollion a incoraggiare Lucifero ad agire rapidamente. Oltre l'incertezza, Lucifero agisce con determinazione da comandante. Quando l'esercito di Michele si avvicina, Lucifero decide di entrare in guerra, nonostante il disappunto di Raffaele, che come ultima risorsa per evitare la battaglia, si rivolge al cielo. In un dialogo con Lucifero, Raffaele prega per la sua misericordia.

### Atto V
Dopo la battaglia, Uriele riporta vivacemente a Raffaele quanto accaduto. In battaglia Michele dispose le sue forze a forma di triangolo (simbolo della trinità), mentre l'esercito di Lucifero si dispiegò a falce di luna. Il primo scontro non ha prodotto un vincitore definitivo, ma dopo una pausa, Michele ha preso una posizione più vantaggiosa per continuare la battaglia con maggior successo. Come una cascata si sono riversati sui ribelli, e Lucifero è riuscito a malapena a evitare la sconfitta. Michele gli ha offerto un'ultima possibilità: "Siediti, Lucifero, e arrenditi a Dio. Riconsegna la tua arma e mantieni la tua fermezza: combatti per Dio". Lucifero risponde cupamente, rifiutando di cedere e sfidando Dio con la sua durezza e il suo orgoglio, incitando Michele alla battaglia, ma il terzo attacco al Nome di Dio si rivela fatale per Lucifero. Il fulmine di Michele lo scaglia dal suo carro e fuori dal cielo, insieme al suo esercito. Durante la sua caduta sulla Terra, la sua forma si trasforma in un mostruoso diavolo.
Dopo il rapporto, arriva il corteo degli angeli che canta un inno di trionfo per Michele. Gabriele infine porta la funesta notizia che Lucifero, sulla terra, ha corrotto l'uomo per vendetta. In modo conciso ma completo, spiega la storia della Caduta, compresi i castighi decisi da Dio, ma promette anche la redenzione. Questa nuova situazione costringe Michele a prendere provvedimenti. Ordina a Uriele di scacciare la coppia umana dal paradiso, ad Ozia di incatenare il leone e il drago, ad Azaria di mandare gli avversari di Dio all'inferno e a Maceda di accendere la pozza sulfurea nel mezzo dell'inferno per tormentare Lucifero. Tuttavia, contemporaneamente alla caduta, Dio ha promesso anche un Salvatore, e nel corteo si prega per il suo arrivo, affinché la tragedia possa concludersi nell'attesa di Cristo.

### Edizioni diLuciferoin lingua neerlandese
- Asselbergs, WJMA (a cura di) (1954). Lucifero . Quarta edizione 1973. Noorduijn, Culemborg: Tjeenk Willink. ISBN 9011918592
- Molkenboer, BH (a cura di). (1922). Lucifero di Vondel . Zwolsche ristampa il numero 3/4. Zwolle: WEJ Tjeenk Willink.
- Rens, Lieven (a cura di) (1979). Lucifero . Tragedia. Introdotto e commentato dal Prof. Dott. Lieven Rens. L'Aia: Martinus Nijhoff.
- Schenkeveld-Van der Dussen, Riet (a cura di) (2004). Incontro. Adamo in esilio. Noè . Amsterdam: Bert Bakker Editori. ISBN 9035127382
- Sterck, JFM e altri (a cura di) (1931). Lucifero . Modificato da Lr. BH Molkenboer OP In J.FM. Sterck et al. (a cura di), I lavori di Vondel. Parte 5, 1646-1656 . Amsterdam: La società per la lettura buona ed economica (edizione WB), p. 601-696.
- Wijngaards, NCH (nd). Lucifero . Tragedia. Introdotto e commentato dal Dr. NCH Wijngaards. Pantheon letterario classico, Zutphen: BVWJ Thieme & Cie. ISBN 9003206309

### Edizioni diLuciferoin lingua italiana
- Calvo L. (traduzione e curatela di) Lucifero, J.van den Vondel, Prima edizione (1960), Edizioni Paoline
- Robeay J. (traduzione e curatela di) Lucifero, J.van den Vondel, Prima Edizione (1996), Edizioni Ariele

### Opere secondarie
- Bax, MMH (1991). «L'angelo della disperazione. L'argomentazione del motivo della ribellione nel Lucifero di Vondel.' La nuova guida linguistica 84, p. 97-117.
- Berg, Willem van den (1996). '11 dicembre 1846: Vondel alla conferenza. La fioritura e l'importanza delle camere di retorica del XIX secolo.' RL Erenstein (redattore capo), Una storia del teatro dei Paesi Bassi. Dieci secoli di dramma e teatro nei Paesi Bassi e nelle Fiandre . Redattori D. Coigneau, R. van Gaal, F. Peeters, H. Pleij, K. Porteman, J. van Schoor, MB Smits-Veldt. Amsterdam: Amsterdam University Press, pag. 418-425. ISBN 9053561129
- Brandt, Geraard. (1682/1986). La vita di Joost van den Vondel . Serie Griffin. Montaggio: Marieke M. van Oostrom e Maria A. Schenkeveld-Van der Dussen. Amsterdam: Em. Querido's Uitgeverij BV. ISBN 9021405571
- Calis, Pete. (2008). Vondel. La storia della sua vita (1587-1679) . Amsterdam: JM Meulenhoff ISBN 978-9029081481
- Edmundson, George (1885). Milton e Vondel: una curiosità della letteratura. Londra: Trubner & Co, Ludgate Hill.
- Flaxman, Seymour L. (1969). "Joost van den Vondel." John Gassner e Edward Quinn (a cura di), The Reader's Encyclopedia of World Drama. Mineola, New York: Dover Publications, Inc., pag. 902-903.
- Gerbrandy, Piet (2002). «Tra Seneca e Aristotele. Vondel come drammaturgo classico.' Bzzlletin 281, marzo 2002, pag. 17-29.
- Huizinga, J. (1941). Civiltà olandese nel XVII secolo. Uno schizzo . Haarlem: HD Tjeenk Willink & Zoon NV
- Jonckbloet, WJA (1890). "VIII Il poeta drammatico." WJA Jonckbloet, Storia della letteratura olandese . Parte 4: Il XVII secolo (2). Quarta edizione, Groningen: JB Wolters, p. 211-325.
- Kellendonk, Frans (1988). Cibo dipinto . Ristampato in: Le opere complete . Quarta edizione 1993. Amsterdam: Meulenhoff, p. 871-934. ISBN 9029027541
- Kempen, Yves van (2002). ""Caduta se cado" con questa corona in testa." Vondel e il suo Lucifero ." Bzzlletin 281, marzo 2002, pag. 31-39.
- Re, P. (1979). « Il Lucifero di Vondel. Un dramma teologico fallito». EK Grootes e SF Witstein (a cura di), Visioni di Vondel dopo 300 anni . L'Aia: Martinus Nijhoff, p. 218-234. ISBN 9024721873
- Knuvelder, GPM (1971). "Joost van den Vondel 1587-1679." Manuale di storia della letteratura olandese . Seconda parte. Quinta edizione completamente rivista. 's-Hertogenbosch: LCG Malmberg, p. 312-413. ISBN 9020811622
- Kock, Petra de (1996). '15 dicembre 1979: Il Publiekstheater interpreta uno straordinario Lucifero di Joost van den Vondel. Tradizione e innovazione nelle compagnie di repertorio di Amsterdam.' RL Erenstein (redattore capo), Una storia del teatro dei Paesi Bassi. Dieci secoli di dramma e teatro nei Paesi Bassi e nelle Fiandre . Redattori D. Coigneau, R. van Gaal, F. Peeters, H. Pleij, K. Porteman, J. van Schoor, MB Smits-Veldt. Amsterdam: Amsterdam University Press, pag. 806-813. ISBN 9053561129
- Konst, gennaio (1997). «"Scegliere giusto o sbagliato." Il ruolo del libero arbitrio in Lucifero di Vondel, Adamo in esilio e Noè .' Letteratura olandese , 1997, p. 319-337.
- Kramer, W. (1940). "Lucifero di Vondel: un'interpretazione stilistica (parte I)." e 'Continuazione' The New Language Guide , volume 34, p. 145-156 e pag. 203-214.
- Leendertz Jr., P. (1923). "Il finale di Lucifero di Vondel." Giornale di lingua e letteratura olandese 42, p. 116-130.
- Leeuwe, HHJ de (1996). '26 marzo 1919: Willem Royaards riceve un dottorato onorario dall'Università di Utrecht. Il contributo di Royaards alla fioritura del teatro olandese all'inizio del XX secolo.' RL Erenstein (redattore capo), Una storia del teatro dei Paesi Bassi. Dieci secoli di dramma e teatro nei Paesi Bassi e nelle Fiandre . Redattori D. Coigneau, R. van Gaal, F. Peeters, H. Pleij, K. Porteman, J. van Schoor, MB Smits-Veldt. Amsterdam: Amsterdam University Press, pag. 580-585. ISBN 9053561129
- Lodewick, HJMF (1977). Arte letteraria . Prima edizione 1955. Quarantaquattresima edizione. Den Bosch: Malmberg. ISBN 9020881124
- Meijer Drees, M., Prandoni, M., Schlusemann R. (2018), Lo splendore del Lucifero di Vondel . Esibirsi, tradurre, ricordare , Amsterdam: AUP.
- Molen, Tom van der (2013). Apelle e Apollo nel Voetboogdoelen , in: Amstelodamum , annuario 2013
- Opsomer, Geert (1996). 'Maggio-giugno 1927: Il Volkstooneel fiammingo (VVT) e le rappresentazioni di Lucifero e Tijl a Parigi. Fama internazionale e creazione di miti attorno al VVT.' RL Erenstein (redattore capo), Una storia del teatro dei Paesi Bassi. Dieci secoli di dramma e teatro nei Paesi Bassi e nelle Fiandre . Redattori D. Coigneau, R. van Gaal, F. Peeters, H. Pleij, K. Porteman, J. van Schoor, MB Smits-Veldt. Amsterdam: Amsterdam University Press, pag. 626-631. ISBN 9053561129
- Porteman, Karel e Mieke B. Smits-Veldt (2008). Una nuova patria per le muse. Storia della letteratura olandese 1560-1700 . Amsterdam: Bert Bakker Editori. ISBN 9789035130296
- Prezzo, JL (1976). La cultura olandese nell'età dell'oro . Traduzione Olga de Marez Oyens. Titolo originale: Cultura e società nella Repubblica olandese durante il XVII secolo , 1974. Utrecht/Anversa: Uitgeverij Het Spectrum. ISBN 9027458391
- Rogge, HC (1889). "Rapporto sulla vita di Abraham Johannes de Bull." Annuario della Società di Letteratura Olandese, 1888-1889 . Leida: EJ Brill, p. 292-353.
- Romein, Jan e Annie Romein-Verschoor (1971). "Joost van den Vondel: Il principe dei poeti." Testatori della nostra civiltà. Figure olandesi di sei secoli . Rivisto e aggiornato 1971. Amsterdam: Em. Uitgeverij di Querido, 1977, p. 307-328. ISBN 9021420287
- Rover, Frans C. de (1987). La via della risata. Sull'opera di Harry Mulisch . Amsterdam: Uitgeverij De Bezige Bij. ISBN 9023415531 CIP
- Schepp, CL (1934). "Albert Vogel: Bergen-op-Zoom 18/6 1874 - L'Aia 8/11 1933." Annuario della Società di Letteratura Olandese 1934 . Leida: EJ Brill.
- Simons, L. (1929). «Il dramma di Vondel. II. 3. Vondel come drammaturgo.' JFM Sterck et al. (a cura di), le opere di Vondel. Terza parte, 1627-1640 . Amsterdam: Società per la lettura buona ed economica (edizione WB), p. 35-108.
- Smit, WAP (1959). "Capitolo II: Lucifero 1654." Dalla Pasqua a Noè. Un'esplorazione dei drammi di Vondel nella continuità e nello sviluppo nel loro motivo e struttura di base attraverso - Parte 2: Salomon - Re Edipo . Prima edizione 1959. Seconda edizione, WEJ Tjeenk Willink, Zwolle 1970, p. 54-180. ISBN 9011917022
- Sterck, JFM (1926). La vita di Joost van den Vondel . Haarlem: Gli eredi di F. Bohn.
- Unger, JHW (1888). Bibliografia delle opere di Vondel di -. Seconda parte: le opere di Vondel . Amsterdam: Frederik Muller & Co.
- Verstegen, Peter (2003). "Appendice: Milton e Vondel". John Milton, Paradiso perduto. Con tutte le stampe di Gustave Dore. Tradotto da Peter Verstegen. Amsterdam: Ateneo - Polak & Van Gennep, p. 541-547. ISBN 9025334059
- Westenholz, Caroline de (1996). '2 e 3 ottobre 1906: Albert Vogel Sr. sfonda come artista di recitazione durante la commemorazione del Bilderdijk. Performance e retorica." RL Erenstein (redattore capo), Una storia del teatro dei Paesi Bassi. Dieci secoli di dramma e teatro nei Paesi Bassi e nelle Fiandre . Redattori D. Coigneau, R. van Gaal, F. Peeters, H. Pleij, K. Porteman, J. van Schoor, MB Smits-Veldt. Amsterdam: Amsterdam University Press, pag. 546-551. ISBN 9053561129
- Westenholz, Caroline de (2003). Alberto Vogel. Artista di recitazione (1874-1933) . Amsterdam: Amsterdam University Press [edizione commerciale della tesi, 2002].
- Worp, JA (1920). "Il Teatro (1637-1664)". Storia del Teatro di Amsterdam 1496-1772 . Amsterdam: SL van Looy.
- Zalm, Rob van der in collaborazione con Xandra Knebel (2005). Hans Croiset, regista teatrale . Amsterdam: Theatre Instituut Nederland in coproduzione con PS Items. ISBN 9070892715